# Leptospirillum
Leptospirillum — рід бактерій родини Nitrospiraceae. Відомі тим, що окислюють залізо, відіграючи важливу роль у промисловому біовилуговуванні (перетворення металів у розчинну форму) та біоокисленні (вилучення металів).

## Опис
Грамнегативні, спіралеподібні бактерії завширшки 0,3-0,5 мкм і завдовжки 0,9-3,0 мкм. Вони є облігатними аеробами. Хемолітоавтотрофи — фіксують вуглець, використовуючи двовалентне залізо як донор електронів і кисень як акцептор електронів. Через це вони є одними з відомих організмів з найбільш обмеженим метаболізмом.

## Екологія
Leptospirillum може сприяти деяким формам забруднення, насамперед у кислотних дренажних шахтах. Однією з таких областей, де таке забруднення є проблемою — шахта Залізної гори в Північній Каліфорнії, де знаходиться найбільша кількість токсичних металів у Сполучених Штатах. Річки і струмки, що стікають з гори, містять дуже кислі води. Організми Leptospirillum знаходяться глибоко під землею в шахтах, огорнуті рожевою біоплівкою, яка плаває на поверхні води, що тече в шахті. Деякі види знайдені у гарячих кислотних джерелах.

## Види
Включає три описані та два непідтверджені види:
- Leptospirillum ferriphilum Coram and Rawlings 2002
- «Leptospirillum ferrodiazotrophum» Tyson et al. 2005
- Leptospirillum ferrooxidans (ex Markosyan 1972) Hippe 2000
- «Leptospirillum rubarum» Goltsman et al. 2009
- Leptospirillum thermoferrooxidans Hippe 2000